# Новостав (Берестечківська міська громада)
Новоста́в — село в Україні, у Берестечківській громаді Луцького району Волинської області. Населення становить 480 осіб.

## Географія
Селом протікає річка Липа.

## Історія
У 1906 році село Хотячівської волості Володимир-Волинського повіту Волинської губернії. Відстань від повітового міста 65 верст, від волості 10. Дворів 69, мешканців 414.

## Новітня історія
13 січня 2019 року громада УПЦ МП Різдва Пресвятої Богородиці разом із настоятелем священником Віктором Павленком стали частиною Української Церкви.
12 червня 2020 року, відповідно до розпорядження Кабінету Міністрів України № 708-р «Про визначення адміністративних центрів та затвердження територій територіальних громад Волинської області», село увійшло у склад Берестечківської міської громади.

## Населення
Згідно з переписом УРСР 1989 року чисельність наявного населення села становила 481 особа, з яких 207 чоловіків та 274 жінки.
За переписом населення України 2001 року в селі мешкало 480 осіб. 100 % населення вказало своєю рідною мовою українську мову.